# José Saramago
José de Sousa Saramago (IPA: [ʒuˈzɛ ðɨ ˈsozɐ sɐɾɐˈmaɣu]; Azinhaga, 16 novembre 1922 – Tías, 18 giugno 2010) è stato uno scrittore, giornalista, drammaturgo, poeta, critico letterario e traduttore portoghese, insignito del Premio Nobel per la letteratura nel 1998.

## Biografia
Il padre di Saramago, José de Sousa, era un agricoltore, che si trasferì con la famiglia a Lisbona nel 1924, dove trovò lavoro come poliziotto. Il fratello minore di Saramago, Francisco, morì a soli quattro anni, pochi mesi dopo l'arrivo a Lisbona e in seguito a una broncopolmonite. A causa delle difficoltà economiche, Saramago fu costretto ad abbandonare gli studi all'Istituto Tecnico. Dopo occupazioni precarie di ogni tipo, trovò un impiego stabile nel campo dell'editoria e per dodici anni lavorò come direttore di produzione. Saramago sposò Ida Reis nel 1944. La loro unica figlia, Violante, nacque nel 1947.
Nel 1947 scrisse il suo primo romanzo La vedova, che in seguito ripudiò come un figlio scapestrato. Il libro, il cui titolo in lingua originale era Terra do pecado, ovvero Terra del peccato, non fu accolto benevolmente dal dittatore del Portogallo, Salazar, a cui Saramago si era sempre opposto tenacemente e dal quale era sempre stato pesantemente censurato nella propria attività giornalistica. Dal 1955 Saramago lavorò inoltre come traduttore di Colette, Pär Lagerkvist, Jean Cassou, Maupassant, André Bonnard, Tolstoi, Baudelaire, Étienne Balibar, Nicos Poulantzas, Henri Focillon, Jacques Roumain, Hegel, Raymond Bayer per diversi editori ma nel 1966 rientrò nel mondo della produzione letteraria, con la sua prima raccolta di poesie, "I poemi possibili".
S'iscrisse clandestinamente al Partito Comunista Portoghese nel 1969, riuscendo sempre ad evitare di finire nelle mani della polizia politica del regime. Successivamente s'avvicinò all'anarchismo, professandosi comunista libertario. Durante gli anni sessanta riscosse molto successo la sua attività di critico letterario per la rivista Seara Nova. Negli anni settanta diventò direttore di produzione per una casa editrice e dal 1972 al 1973 curò l'edizione del giornale Diário de Lisboa. In quegli stessi anni pubblicò diverse poesie, Probabilmente allegria (1970), diverse cronache, come Di questo e d'altro mondo (1971), Il bagaglio del viaggiatore (1973) e Le opinioni che DL ebbe (1974), ma anche testi teatrali, romanzi e racconti.
Dal 1974 in poi, in seguito alla Rivoluzione dei garofani, si dedicò completamente alla scrittura e gettò le fondamenta di quello che può essere definito un nuovo stile letterario ed una nuova generazione post-rivoluzionaria. Nel 1977 pubblicò il romanzo Manuale di pittura e calligrafia e nel 1980 Una terra chiamata Alentejo. Il successo arrivò, però, con Memoriale del convento (1982). Nello spazio di pochi anni videro la luce altre due opere importanti, L'anno della morte di Ricardo Reis (1984) e La zattera di pietra, che gli varranno, oltre al successo di pubblico, numerosi riconoscimenti della critica. Nel 1988 Saramago sposò, in seconde nozze, Pilar del Río, che ha tradotto le sue opere in lingua spagnola.
Il riconoscimento a livello internazionale arrivò solo negli anni novanta, con Storia dell'assedio di Lisbona, il controverso Il Vangelo secondo Gesù Cristo e Cecità. Nel 1998 gli venne assegnato il premio Nobel per la letteratura perché "con parabole, sostenute dall'immaginazione, dalla compassione e dall'ironia ci permette continuamente di conoscere realtà difficili da interpretare". Del discorso che tenne alla consegna del premio famoso è l'incipit: "l'uomo più saggio ch'io abbia mai conosciuto non era in grado né di leggere né di scrivere", disse riferendosi a suo nonno.
Nel 2002 fu eletto presidente onorario dell'Associazione Luca Coscioni (associazione Radicale) per la libertà di ricerca scientifica. Saramago è morto il 18 giugno 2010 intorno alle 13,00 nella sua residenza di Tías, nelle Isole Canarie. Nel 2011 viene pubblicato postumo un suo romanzo scritto nel 1953, Lucernario. Le ceneri del Premio Nobel sono sepolte sotto un ulivo nel giardino di fronte alla Fondazione José Saramago a Lisbona.

## Posizioni pubbliche

### Il rapporto con la religione
Le posizioni di Saramago - dichiaratamente ateo - sulla religione suscitarono nel corso della sua vita notevoli controversie, soprattutto in Portogallo. Dopo la pubblicazione de Il Vangelo secondo Gesù Cristo, infatti, le aspre critiche rivoltegli e la censura imposta sul libro dal governo portoghese lo indussero a lasciare il paese per vivere alle Canarie. Di nuovo, nel 2009, con l'uscita del suo ultimo romanzo Caino, Saramago si ritrovò a polemizzare con la chiesa cattolica portoghese, criticando la Bibbia, poiché descrive un Dio «vendicativo, rancoroso, cattivo, indegno di fiducia».
Il Vangelo secondo Gesù Cristo, uscito nel 1991, non è un'opera in sé blasfema, in realtà si tratta di una riscrittura della vicenda del Messia cristiano alla luce dei Vangeli ritenuti dalla Chiesa apocrifi, che Saramago considera invece i soli attendibili, confrontati con i vangeli sinottici. Su tale base Saramago articola la storia di Gesù a partire da alcune realtà storiche che egli ritiene attendibili, ma inaccettabili per la dottrina cristiana. Tra le altre cose, Gesù quale primogenito avrebbe avuto otto fratelli partoriti in seguito da Maria: Giacomo, Lisia, Giuseppe, Giuda, Simone, Lidia, Giusto e Samuele.

### La presa di posizione contro Israele
Nel commentare il conflitto israelo-palestinese, Saramago aveva affermato riguardo agli ebrei:
(José Saramago)
(José Saramago)
La Lega per l'Anti-Diffamazione, "associazione contro la diffamazione del popolo ebraico", ha definito queste affermazioni anti-semite. Abraham Foxman, presidente dell'ADL, ha dichiarato: «I commenti di José Saramago sono sovversivi e profondamente offensivi, oltre a dimostrare l'ignoranza relativa agli argomenti che porta a sostegno dei suoi pregiudizi nei confronti degli ebrei».
Saramago fece notare che le sue critiche non erano rivolte agli ebrei, ma alla politica che lo Stato di Israele porta avanti nei confronti dei palestinesi. Sostenne inoltre che Israele non poteva affermare di rappresentare legittimamente il giudaismo a livello mondiale e che stava usando le accuse di anti-semitismo per sminuire qualsiasi critica riguardante azioni ingiustificabili e che sarebbero considerate inaccettabili se perpetrate da qualsiasi altro Stato medio orientale. Tutto ciò è spiegato in questa lettera scritta con altri intellettuali:
Che questo "rapimento" sia ritenuto un'atrocità, mentre si considera un fatto deplorevole ma che fa parte della vita che le Forze di Difesa Israeliane esercitino l'illegale occupazione militare della Cisgiordania e l'appropriazione sistematica delle sue risorse naturali, in particolare dell'acqua, è tipica della doppia morale usata con ricorrenza dall'Occidente di fronte a quanto sopravvenuto ai palestinesi, negli ultimi settanta anni, nella terra assegnata loro dai trattati internazionali.
Oggi, all'atrocità segue un'altra atrocità: i razzi artigianali si incrociano con i sofisticati missili. Questi ultimi hanno il loro bersaglio dove vivono i poveri ed i diseredati che aspettano l'arrivo di quello che qualche volta si è chiamata giustizia. Entrambe le categorie di proiettili lacerano i corpi in maniera orribile; chi, salvo i comandanti in campo, può dimenticare questo per un momento?
Ogni provocazione ed il suo contraccolpo vengono impugnati e sono motivo di sermoni. Ma gli argomenti che seguono, accuse e solenni promesse, servono solo da distrazione per evitare che il mondo presti attenzione ad uno stratagemma militare, economico e geografico di lungo termine il cui obiettivo politico non è niente di meno che la liquidazione della nazione palestinese.
Questo bisogna dirlo forte e chiaro perché lo stratagemma, solo per metà manifesto, ed a volte occulto, avanza molto rapidamente nei giorni che passano e, secondo la nostra opinione, dobbiamo riconoscerlo quale è, incessantemente ed eternamente, ed opporci ad esso.»
(Una lettera di John Berger, Noam Chomsky, Harold Pinter, José Saramago, Gore Vidal. Mieussy, Francia, 23 luglio 2006)

### La polemica sulle vignette anti-islamiche
Nel 2007 José Saramago fu al centro di numerose critiche relative all'atteggiamento tenuto nei confronti delle reazioni verificatesi in alcuni paesi musulmani, dopo la pubblicazione da parte di un quotidiano danese di alcune vignette satiriche anti-islamiche (v. Caricature di Maometto sullo Jyllands-Posten).
Saramago si pronunciò in questo modo:
Vi è stato chi ha fatto notare la contraddizione di questa presa di posizione con il diverso atteggiamento successivamente assunto nei confronti di un analogo caso di satira rivolta a figure simbolo della religione cristiana e protestante.

### Iberismo
Saramago è stato un convinto sostenitore dell'iberismo (cioè la necessità di avere un'unica entità politica nella penisola iberica). A luglio 2007 in una lunga intervista al Diário de Notícias (di cui è stato vice direttore) affermò che tra Spagna e Portogallo vi sarebbe stata una naturale integrazione che avrebbe portato ad una futura unità. In una sua opera, La zattera di pietra, lo scrittore immagina una separazione fisica della penisola dal resto d'Europa.

### Critiche a Berlusconi
(José Saramago, in «O Caderno de Saramago», ISBN 978-85-359-1491-7)
È evidente in queste parole il richiamo all'incipit della prima Catilinaria di Cicerone. Saramago aprì un blog dove scriveva costantemente, mantenendo un contatto diretto coi suoi lettori. Qui contestò duramente Silvio Berlusconi per la sua politica. In seguito a tale articolo, la casa editrice Einaudi (controllata da Berlusconi dal 1994 tramite il Gruppo Mondadori) annunciò che non avrebbe pubblicato la raccolta dei suoi scritti sul blog denominata Il quaderno, edita comunque in Italia dalla Bollati Boringhieri. Saramago decise quindi di passare l'intero corpus delle sue opere a Feltrinelli, tuttora l'editore italiano di tutti i suoi libri.

## Lo stile narrativo
Uno dei tratti che più caratterizzano le opere di Saramago è il narrare eventi da prospettive piuttosto insolite e controverse, cercando di mettere in luce il fattore umano dietro l'evento. Sotto molti aspetti, alcune sue opere potrebbero essere definite allegoriche.
Saramago tende a scrivere frasi molto lunghe, usando la punteggiatura in un modo anticonvenzionale. Ad esempio, non usa le virgolette per delimitare i dialoghi, non segna le domande col punto interrogativo; i periodi possono essere lunghi anche più di una pagina e interrotti solo da virgole dove la maggior parte degli scrittori userebbe dei punti.
(José Saramago, L'anno della morte di Ricardo Reis, trad. R. Desti)
Molte delle sue opere, come Cecità, Saggio sulla lucidità e Le intermittenze della morte, iniziano con un avvenimento inaspettato, surreale o impossibile, che si verifica in un luogo imprecisato. Da questo avvenimento scaturisce poi una storia complessa, occasione per studiare le mille forme del comportamento e del pensiero umano. I protagonisti (spesso senza nomi propri) devono cercare con le loro sole forze di uscire dalla situazione che si è venuta a creare.
È frequente l'uso dell'ironia: ai personaggi non vengono risparmiate critiche per i loro comportamenti, spesso discutibili, ma profondamente umani. Non ci sono eroi, ma semplicemente uomini, con i loro pregi ed i loro difetti. E in effetti non manca la pietà e la compassione dello scrittore per essi, piccoli rappresentanti del genere umano.
(J. Saramago, da Cecità)

## Opere

### Romanzi
- La vedova (Terra do pecado, Editorial Minerva, Lisbona, 1947), Collana I Narratori, Milano, Feltrinelli, 2022, ISBN 978-88-070-3516-6.
- Manuale di pittura e calligrafia (Manual de pintura e caligrafia, Moraes Editores, Lisbona, 1977), trad. di R. Desti, Bompiani, Milano 1996; Einaudi, Torino, 2003, ISBN 978-88-07-72239-4.
- Una terra chiamata Alentejo (Levantado do chão, Caminho, Lisbona, 1980), trad. di R. Desti, Bompiani, Milano, 1992; Einaudi, Torino, 2006; Feltrinelli, Milano, 2010, ISBN 978-88-07-72183-0.
- Memoriale del convento (Memorial do convento, Caminho, Lisbona, 1982), trad. di R. Desti e Carmen M. Radulet, Einaudi, Torino, 1993; Feltrinelli, Milano, 1999, ISBN 978-88-07-72207-3.
- L'anno della morte di Ricardo Reis (O ano da morte de Ricardo Reis, Caminho, Lisbona, 1984), trad. di R. Desti[20], Feltrinelli, Milano, 2010, ISBN 978-88-07-72170-0.
- La zattera di pietra (A jangada de pedra, Caminho, Lisbona, 1986), trad. di R. Desti, Einaudi, Torino, 1997; Feltrinelli, Milano, 2010, ISBN 978-88-07-72217-2.
- Storia dell'assedio di Lisbona (História do cerco de Lisboa, Caminho, Lisbona, 1989), trad. di R. Desti, Bompiani, Milano 1990; Einaudi, Torino, 2000, ISBN 978-88-06-17887-1
- Il Vangelo secondo Gesù Cristo (O Evangelho segundo Jesus Cristo, Caminho, Lisbona, 1991), trad. di Rita Desti, Bompiani, Milano, 1998; Einaudi, Torino, 2002; Feltrinelli, Milano, 2010, ISBN 978-88-07-72169-4.
- Cecità (Ensaio sobre a cegueira, Caminho, Lisbona, 1995), trad. di R. Desti, Einaudi, Torino, 1996; Feltrinelli, Milano, 2010, ISBN 978-88-07-72182-3.
- Tutti i nomi (Todos os nomes, Caminho, Lisbona, 1997), trad. di R. Desti, Einaudi, Torino, 1997; Feltrinelli, Milano, 2010, ISBN 978-88-07-72218-9.
- La caverna (A caverna, Caminho, Lisbona, 2000), trad. di R. Desti, Einaudi, Torino, 2000, ISBN 978-88-06-17960-1.
- L'uomo duplicato (O homem duplicado, Caminho, Lisbona, 2002), trad. di R. Desti, Einaudi, Torino, 2003; Feltrinelli, Milano, 2010, ISBN 978-88-07-72171-7.
- Saggio sulla lucidità (Ensaio sobre a lucidez, Caminho, Lisbona, 2004), trad. di R. Desti, Einaudi, Torino, 2004, ISBN 978-88-06-17941-0.
- Le intermittenze della morte (As intermitências da morte, Caminho, Lisbona, 2005), trad. di R. Desti, Einaudi, Torino, 2005, ISBN 978-88-06-18487-2.
- Il viaggio dell'elefante (A viagem do elefante, Caminho, Lisbona, 2008), trad. di R. Desti, Einaudi, Torino, 2010, ISBN 978-88-06-20493-8.
- Caino (Caim, Caminho, Lisbona, 2009), trad. di R. Desti, Feltrinelli, Milano, 2010, ISBN 978-88-07-01806-0.
- Lucernario (Claraboia, Caminho, Lisbona, 2011), trad. di R. Desti, Feltrinelli, Milano, 2012.
- Alabarde alabarde (Alabardas, Porto Editora, Lisbona, 2014), con uno scritto di Roberto Saviano, illustr. di G. Grass, trad. di R. Desti, Feltrinelli, Milano, 2014, ISBN 978-972-0-04695-6.

### Racconti
- Oggetto quasi (Objecto quase: contos, Caminho, 1978), traduzione di R. Desti, Collana Supercoralli, Torino, Einaudi, 1997, ISBN 978-88-06-18636-4. - Collana UEF, Milano, Feltrinelli, 2014.
- L'udito,
- Il concerto dell'unicorno, trad. di R. Desti, in "Leggere" n. 15, ottobre 1989
- Il racconto dell'isola sconosciuta (O conto da ilha desconhecida, Assírio & Alvim, Lisbona, 1997), trad. e cura di P. Collo e R. Desti, Torino, Einaudi, 1998, ISBN 978-88-061-6651-9. - Collana I Narratori, Milano, Feltrinelli, 2015, ISBN 978-88-070-3136-6.

### Racconti per l'infanzia
- Il lucertolone, traduzione di G. Lanciani, Xilografie di J. Borges, Milano, Feltrinelli, 2018, ISBN 978-88-079-2299-2.
- Il più grande fiore del mondo, traduzione di C. Cattarulla, Fanucci, 2005, ISBN 978-88-347-1125-5.
  -  Il più grande fiore del mondo, traduzione di R. Desti, Ill.ni di E. Ponzi, Milano, Feltrinelli, 2011, ISBN 978-88-079-2171-1.
- Il silenzio dell'acqua (O Silêncio de Água), traduzione di Rita Desti, illustrazioni di Yolanda Moschera, Collana Albi illustrati, Milano, Feltrinelli, 2022, ISBN 978-88-079-2383-8. [tratto da Le piccole memorie (titolo orig. As pequenas memórias)]

### Cronache
- Di questo mondo e degli altri (Deste Mundo e do Outro, Caminho, Lisbona, 1971), trad. di Giulia Lanciani, Einaudi, Torino, 2006, ISBN 978-88-06-19038-5.
- Del resto e di me stesso, traduzione di Giulia Lanciani, Collana I Narratori, Milano, Feltrinelli, 2018, ISBN 978-88-070-3298-1.
- Il perfetto viaggio (A Bagagem do Viajante, Caminho, Lisbona 1973), trad. di Giulia Lanciani, Collana I grandi tascabili, Bompiani, Milano, 1994, ISBN 88-452-2196-2; poi in Di questo mondo e degli altri, cit.
- As Opiniões que o DL teve, Seara Nova, Lisbona, 1974.
- Os Apontamentos: crónicas políticas, Caminho, Lisbona, 1976.

### Diari
- Quaderni di Lanzarote, traduzione di R. Desti, a cura di Paolo Collo, Collana Frontiere, Torino, Einaudi, 2010, ISBN 978-88-061-9822-0.
- Il Quaderno. Testi scritti per il blog (settembre 2008-marzo 2009), traduzione di G. Lanciani, Prefazione di Umberto Eco, Collana Varianti, Torino, Bollati Boringhieri, 2009, ISBN 978-88-339-2019-1.
- L'ultimo Quaderno, traduzione di R. Desti, Collana Serie bianca, Milano, Feltrinelli, 2010, ISBN 978-88-07-17197-0.
- Diario dell'anno del Nobel. L'ultimo Quaderno di Lanzarote, traduzione di R. Desti, Collana I Narratori, Milano, Feltrinelli, 2019, ISBN 978-88-070-3349-0.

### Scritti autobiografici
- Le piccole memorie (As pequenas memórias, Caminho, Lisbona, 2006), trad. di R. Desti, Collana Supercoralli, Torino, Einaudi, 2007, ISBN 978-88-061-8793-4; Collana Einaudi Tascabili. Scrittori, Einaudi, 2008, ISBN 978-88-06-19326-3; Collana UEF, Milano, Feltrinelli, 2015, ISBN 978-88-078-8615-7.
- L'autore si spiega, Presentazione di Pilar del Río, con un saggio di Fernando Gómez Aguilera, trad. Rita Desti, Collana I Narratori, Milano, Feltrinelli, 2021, ISBN 978-88-070-3447-3.
- I suoi nomi. Un album biografico, traduzione di Roberto Francavilla, a cura di A. García Schnetzer e R. Viel, Collana Varia, Milano, Feltrinelli, 2022, ISBN 978-88-074-9336-2.

### Viaggi
- Viaggio in Portogallo (Viagem a Portugal, 1981), trad. di R. Desti, Bompiani, Milano, 1996; Einaudi, Torino, 1999; Feltrinelli, Milano, 2011, ISBN 978-88-07-72241-7.

### Poesia
- Le poesie possibili (Os poemas Portugália possíveis, coleção "Poetas de Hoje", Lisbona, 1966), trad. e cura di Fernanda Toriello, in Poesie, Einaudi, Torino, 2002, ISBN 978-88-06-18979-2.
- Probabilmente allegria (Provavelmente alegria, Livros Horizonte, coleção "horizonte de Poesia", Lisbona, 1970), trad. e cura di Fernanda Toriello, in Poesie, cit.
- "Le poesie che oggi leggiamo non sono però esattamente quelle degli esordi. Nel 1982, «sedici anni dopo, o sedici secoli dopo la prima edizione», Saramago, scrittore già affermato in un Portogallo finalmente libero dopo la Rivoluzione dei Garofani del 1974, ha curato la seconda edizione riveduta e corretta di Os poemas possíveis. Non si tratta di un'operazione di ritocchi formali, perché Saramago è intervenuto per raschiare «con unghia secca e ironica il poeta di ieri, lacrimevole a volte». Il risultato è stato che «quasi tutto in essa è detto in un modo diverso, fino a «contraddire radicalmente quanto era stato scritto prima». Perché, se in alcuni casi l'intervento correttorio si limita a rimettere a posto la scansione dei versi, - continua Fernanda Toriello - in altri concerrne parti cospicue di testo, fino a rielaborazioni che interessano tutti i livelli, dal lessicale al sintattico, dal metrico al fonico". (da Sicuramente poesia di Fernanda Toriello, in José Saramago, Poesie, testo a fronte, Einaudi)
- L'anno mille993 (O Ano de 1993, Futura, Lisbona, 1975), trad. di Domenico Corradini Broussard, Einaudi, Torino, 2001, ISBN 88-06-15484-2.
- Scolpire il verso, trad. di Giancarlo Depretis e Francesco Guazzelli, Edizioni dell'Orso, Alessandria, 2002.

### Teatro
- La notte (A Noite, Editorial Caminho, coleção "O Campo de Palavra", Lisbona, 1978), trad. di Rita Desti, in Teatro, Collezione di teatro n.365, Einaudi, Torino, 1997, pp. 3–65 ISBN 88-06-14277-1.
- Cosa ne farò di questo libro? (Que Farei Com Este Livro?, Editorial Caminho, Lisbona, 1980), trad. di R. Desti, in Teatro, cit. pp. 67–142.
- La seconda vita di Francesco d'Assisi (A Segunda Vida de Francisco de Assis, Editorial Caminho, Lisbona, 1989), trad. di Giulia Lanciani, in Teatro, cit. pp. 143–205.
- In Nomine Dei (Editorial Caminho, Lisbona, 1993), trad. di G. Lanciani, in Teatro, cit. pp. 207–296.
- Don Giovanni, o Il dissoluto assolto (Don Giovanni ou O dissoluto absolvido, Caminho, Lisbona, 2005), trad. R. Desti, Einaudi, Torino, 2005, ISBN 88-06-17302-2.

### Saggi e Interviste
- Andrea Mantegna. Un'etica, un'estetica, traduzione di Marco Fidora, a cura di Luciana Stegagno Picchio, Genova, Il melangolo, 2002, ISBN 88-7018-451-X.
- Esteban Cuscueta, 2005.
- Pensar, pensar y pensar. Scritti e interviste (Pensar, pensar, y pensar, 2006), trad. Manuela Palermi, Datanews, Roma, 2006. ISBN 978-88-7981-348-8
- Questo mondo non va bene che ne venga un altro. Autobiografia, scritti, interviste, traduzione di M. Palermi, Collana I Rubini, Roma, Datanews, 2006, ISBN 978-88-798-1306-8.
- La Giustizia e le campane, a cura di P. Collo e R. Desti, illustrazioni di A. Passos, Collana L'Arcipelago, Torino, Einaudi, 2007, ISBN 978-88-061-6736-3.
- Due parole e mezzo su Miguel Hernandez, a cura di M. Vigilante, Sentieri Meridiani, 2010, ISBN 978-88-952-1055-1.
- Lezioni italiane, traduzione di M. Silvetti, a cura di G. De Marchis, Collana Liberamente, Roma, La Nuova Frontiera, 2022, ISBN 978-88-837-3428-1.

#### Opere raccolte in italiano
Le seguenti selezioni della narrativa saramaghiana sono oggi fuori commercio
- Opere. Romanzi e racconti (1977-1982), Collana Classici, Milano, Bompiani, 1995, ISBN 978-88-452-2514-7.
- Romanzi e racconti. Volume primo 1977-1984, traduzione di Rita Desti, a cura di Paolo Collo, con un saggio introduttivo di Luciana Stegagno Picchio, Collana I Meridiani, Milano, Arnoldo Mondadori Editore, 1999, ISBN 978-88-044-6939-1.
- Romanzi e racconti. Volume secondo 1985-1998, traduzione di Rita Desti, a cura di Paolo Collo, Collana I Meridiani, Milano, Arnoldo Mondadori Editore, 1999, ISBN 978-88-044-6971-1.

## Altri riconoscimenti
Nel 1992 lo scrittore ha ricevuto il Premio Brancati-Zafferana per la diffusione della cultura italiana nel mondo.